# Tchihatchewia
Tchihatchewia là chi thực vật có hoa trong họ Cải.